# Marie-Eugénie de Jésus

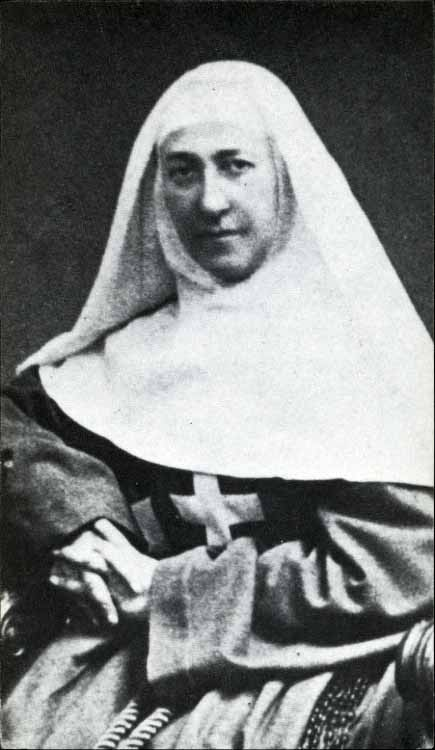
Hl. Marie-Eugénie de Jésus

Marie-Eugénie de Jésus (* 26. August 1817 in Metz, Frankreich; † 10. März 1898 in Auteuil, heute Stadtteil im 16. Arrondissement von Paris, Frankreich) war eine französische Ordensgründerin und ist in der katholischen Kirche eine Heilige.

## Leben
Marie-Eugénie trat mit acht Jahren einer klösterlich lebenden Frauengemeinschaft bei, die sich der Bildungsarbeit widmete. Marie-Eugénie Milleret de Brou gründete 1839 die „Schwestern von der Himmelfahrt“, auch „Assumptionistinnen“ (französisch: Religieuses de l’Assomption) genannt. Im Jahr 1844 machte Marie-Eugénie ihre Profess. Sie leitete die Schwesterngemeinschaft bis 1894. Die Mitglieder der Gemeinschaft, die 1888 päpstlich bestätigt wurde, widmen sich der Erziehung junger Mädchen. Im Jahr 1882 gründete Marie-Eugénie de Jésus die Schule Institut de l’Assomption, die umgangssprachlich Lübeck genannt wird, da sie in der Rue de Lübeck liegt.
Marie-Eugénie wurde von Papst Paul VI. am 9. Februar 1975 selig- und von Papst Benedikt XVI. am 3. Juni 2007 heiliggesprochen. Ihr Gedenktag in der Liturgie ist der 10. März.